# Christine Minier
Christine Minier (Saint-Raphaël, Var; 1964) es una cantante francesa, más conocida por su participación en el Festival de la Canción de Eurovisión 1987.

## Su paso por Eurovisión
En 1987, mientras se desempeñaba como peluquera, se presentó a la Final Nacional francesa para elegir a un representante de dicho país en el Festival de Eurovisión ese mismo año. Su canción «Les mots d'amour n'ont pas de dimanche» («Las palabras del amor no tienen domingo») se alzó con el primer lugar en dicha competencia, lo que le dio el derecho de viajar a Bruselas (Bélgica) a representar a su país.
En el festival, celebrado el 9 de mayo, Minier obtuvo 44 puntos y se posicionó en el 14.º puesto entre 22 participantes.

## Después de Eurovisión
Después de su paso por el festival, se unió al grupo La Bande à Basile, por medio de Gérard Curci, fundador del grupo, y compositor y productor de «Les mots d'amour n'ont pas de dimanche». Desde 1988, en La Bande à Basile, desempeña el papel de "Arlequín" y tiene en su haber el gran éxito «On va faire la java», que estuvo en el 5.º lugar en el Top 50 en la primavera de 1989 y certificado por más de 500 000 copias vendidas.